# Caryocolum pullatella
Caryocolum pullatella is een vlinder uit de familie tastermotten (Gelechiidae). De wetenschappelijke naam is voor het eerst geldig gepubliceerd in 1848 door Tengstrom.
De soort komt voor in Europa.